# Белый медведь
Бе́лый медве́дь, или полярный медведь, северный медведь, ошку́й, о́шкуй, нанук, умка (лат. Ursus maritimus — дословно — «медведь морской»), — хищное млекопитающее семейства медвежьих, обитающий в Арктике, близкий родственник бурого медведя. Самый крупный наземный представитель млекопитающих отряда хищных.

## Этимология
Название животное получило из-за характерного белого цвета шерсти. Первое упоминание обозначения «белый медведь», согласно национальному корпусу русского языка, содержится во втором номере журнала «Магазин общеполезных знаний и изобретений…» (февраль 1795 г.). Обозначение «полярный медведь» характерно для некоторых западноевропейских языков (в частности, для английского), и поэтому его использование в русском языке является непреднамеренным калькированием. Впрочем, согласно данным того же корпуса, первое упоминание этого обозначение содержится в рассказе «Темняк» Николая Лескова (ок. 1875 г.), первоначальной, рукописной версии его же повести «На краю света»: «моя издохшая собачонка что твой белый полярный медведь лежит». В ряде языков для обозначения животного используются обозначения со значением «ледяной медведь», например нем. Eisbär.
Диалектизм ошкуй, использующийся в поморских говорах — финно-угорского происхождения, вероятно, заимствование из коми (коми ош — медведь; коми ошкос — медвежий); в свою очередь, коми слово восходит к прапермск. основе *оšk-. Иносказательно ошкуем обозначается неуклюжий человек (кемск.), лодырь, лентяй, упрямец или непослушный человек (мурманск.) или скряга, жадина. В уральских диалектах лексема «ошкуй» используется для обозначения любого медведя, а в Забайкалье — для человека, занимающегося скупкой или ловлей собак для продажи или выделки меха (с тем же значением используется слово «ошку́йник»). Одно из первых употреблений в литературном русском языке — в «Путевых записках по Мезенскому уезду в 1828 г.» некого инспектора Протопопова, опубликованные в 105-м номере (37 часть) журнала «Отечественные записки» в 1829 году.

## Происхождение вида
Первоначально предполагалось, что белый медведь отделился от бурого около 45—150 тысяч лет назад, вероятно на территории современной Ирландии. Однако последнее исследование показало, что белый медведь отделился от их общего с бурым медведем предка 338—934 тысяч лет назад (в среднем 600 тысяч лет назад), а 100—120 тысяч лет назад в результате скрещивания представителей видов произошла их гибридизация, в результате чего все современные белые медведи являются потомками этих гибридов.
Скрещивание белых и бурых медведей происходило в течение длительного периода, в результате чего в популяции бурых медведей обнаруживается 2 % (в некоторых популяциях — от 5 до 10 %) генетического материала белых медведей. Белые и бурые медведи дают плодовитое потомство, так что они генетически сходны. Однако они не могут долго выживать в экологических нишах друг друга, имеют различную морфологию, метаболизм, социальное поведение, рацион питания и другие фенотипические признаки, что позволяет классифицировать их как разные виды.
В плейстоценовую эпоху порядка 100 тысяч лет назад обитал более крупный подвид гигантский белый медведь, который отличался значительно более крупными размерами.

## Внешний вид

Головы медведей. Слева направо: бурый, чёрный, белый

Белый медведь — самый крупный представитель семейства медвежьих и отряда хищных (если не включать в отряд хищных ластоногих), масса животного может достигать 800 кг. Средний вес самца 400—450 кг, длина тела 200—250 см. Самки заметно мельче: средний вес 350—380 кг, длина тела 160—250 см (в среднем 1,85 м). Изредка наблюдаются медведи с длиной тела до 3 м. Высота в холке 130—150 см. Самые мелкие медведи водятся на Шпицбергене, самые крупные — в Беринговом море. Хвост короткий, однако заметно длиннее, чем у бурого медведя — длина без волос составляет 8-13 см, с волосами же — до 33 см.
Белого медведя от других медведей (в частности, бурого) отличают длинная шея и плоская голова, вытянутые в длину. Уши очень маленькие (9-11 см) и округлые, и потому слабо выделяются из волосяного покрова. Ныряя, плотно закрывает уши и ноздри, при этом глаза остаются открытыми. Кожа белого медведя чёрная. Во время охоты он для маскировки прикрывает свой чёрный нос передними лапами. Волосяной покров очень густой, плотный, хотя более короткий, чем у бурого медведя. Цвет меха варьируется от белого до светло-желтоватого; летом мех может желтеть из-за постоянного воздействия солнечного света. Остевые волосы тонкие, отдающие глянцем, беловатых оттенков, но обычно с желтоватым верхом. Пух чисто белый. Шерсть белого медведя лишена пигментной окраски, и шерстинки полые. Полупрозрачные волоски пропускают только ультрафиолетовые лучи, придавая шерсти теплоизоляционные свойства, кроме того, мех отличается высокой степенью водонепроницаемости, он почти не намокает. При ультрафиолетовой фотосъёмке белый медведь кажется тёмным. Благодаря строению шерстинок белый медведь иногда может «позеленеть». Происходит это в жарком климате (в зоопарках), когда внутри шерстинок заводятся микроскопические водоросли. Линька проходит раз в году и продолжается с весны по осень.
Конечности довольно длинные, со слабо изогнутыми крупными когтями (длина — 3-6 см) тёмно-коричневого цвета, способные удержать даже сильную добычу. Подошвы ног покрыты шерстью, что позволяет им не скользить по льду и не мёрзнуть. Между пальцами есть плавательная перепонка, а передняя часть лап оторочена жёсткими щетинками.
Череп белого медведя очень крупный и массивный. Клыки белого медведя относительно крупнее, чем у бурого медведя, в то время коренные зубы — мельче.

## Распространение
Обитает в приполярных областях в северном полушарии Земли. Распространён циркумполярно, на север — до 88° с. ш., на юг — до Ньюфаундленда, на материке — в зоне арктической пустыни до зоны тундр. В Российской Федерации обитает на арктическом побережье и островах в акватории от Баренцева до Чукотского и Берингова морей. Чукотская популяция белого медведя считается самой большой в мире. На плавучих льдах белые медведи могут достигать и более южных широт, например, доходить до центра восточного побережья Камчатки.

### Подвиды
На территории России проживает два подвида белого медведя:
- Ursus maritimus maritimus Phipps, 1774 — шпицбергенский белый медведь, ареал в России — западное побережье Северного Ледовитого океана;
- Ursus maritimus marinus Pallas, 1776 — сибирский белый медведь, ареал в России — восточная Арктика.

## Образ жизни и питание

Некоторые характерные позы белого медведя: 1. — при отдыхе; 2. — при ориентировочной реакции; 3. — при кормёжке

Жизнь белого медведя очень тесно связана с морем и полярными льдами. Он обитает на дрейфующих и припайных морских льдах, где охотится на свою основную добычу — ластоногими малой и средней величины: обыкновенного тюленя, кольчатую нерпу, морского зайца, лысуна, моржа и т. д. Ловит он их, подкрадываясь из-за укрытий, или возле лунок: стоит животному высунуть голову из воды, как медведь ударом лапы оглушает добычу и вытаскивает её на лёд. Иногда снизу опрокидывает льдину, на которой находятся тюлени. С моржом может справиться только на суше, чаще всего он нападает на молодых особей или питается тушами, брошенными охотниками. Также в рацион белого медведя входят и другие арктические животные, в том числе и морские. Иногда белый медведь нападает даже на дельфинов-белух, запертых льдами в полыньях. В первую очередь пожирает шкуру, кожу и сало, и лишь затем — мясо; остальную тушу — лишь в случае сильного голода. Остатки добычи доедают песцы. При случае охотится на тех же песцов, грызунов, северных оленей и молодых овцебыков. Летом подбирает падаль, леммингов, дохлую рыбу, яйца и птенцов, может есть траву, ягоды и морские водоросли. В обжитых местах питается на помойках. Известны случаи ограбления им складов продовольствия полярных экспедиций.
Очень часто белый медведь голодает, и его желудок оказывается пуст. Зато он обладает неуёмным аппетитом и способен съесть огромное количество пищи: вплоть до 41 кг (хотя обычно поедает не более 6-8 кг). Из добычи белый медведь получает большое количество витамина A, который накапливается в его печени. Иногда белый медведь закапывает недоеденную тушу в снег и отдыхает неподалёку, позднее доедая. Но нередко в этом случае он не возвращается к спрятанной добыче.
Жилище, берлога, используется исключительно медведицами (см. ниже), и устраивается исключительно на суше.
Совершает сезонные кочёвки в соответствии с годовыми изменениями границы полярных льдов и носящие широкие масштабы: летом отступает вместе с ними ближе к полюсу, зимой перемещается на юг, заходя на материк. Хотя белый медведь держится преимущественно на побережье и льдах, зимой он может залегать в берлогу на материке или на островах, иногда в 50 км от моря. В остальное время года белый медведь редко заходит вглубь суши более, чем на 1-2 км.
В зимнюю спячку продолжительностью 50—80 дней обычно залегают беременные самки, всего в берлоге (по данным на 1956 г.) беременные белые медведицы проводят 160—170 дней. Самцы и яловые самки впадают в спячку на короткий срок и не ежегодно. Яловые медведицы (по тем же данным на 1956 г.) проводят в берлоге 115—125 дней, медведицы с сеголетками — ≈106 дней, старые самцы и молодые медведи (в независимости от пола?) — около 50-60 дней.
Несмотря на кажущуюся неповоротливость, белые медведи даже на суше быстры и ловки, а в воде хорошо плавают и ныряют. Очень густая, плотная шерсть защищает тело медведя от холода (поскольку уменьшает теплоотдачу) и намокания в ледяной воде. Важную приспособительную роль играет мощный слой подкожного жира до 10 см толщиной (в среднем — 3-4 см), защищающий от переохлаждения не только в воде, но и на суше. Белая окраска способствует маскировке хищника. Хорошо развиты обоняние, слух и зрение — свою добычу медведь может увидеть за несколько километров, кольчатую нерпу может учуять за 800 м, а, находясь прямо над её гнездом, слышит малейшее шевеление. По воспоминаниям вице-адмирала А. Ф. Смелкова, плывущий белый медведь, преследуемый субмариной, способен развивать скорость до 3,5 узлов (почти 6,5 км/ч). Особенно хорошо белый медведь видит на фоне снега и льда, а на фоне незаснеженной поверхности — напротив, хуже. В воде он развивает скорость до 6,5 км/ч, способен находиться под водой до 2 минут. Рекордный зафиксированный медвежий заплыв составил 685 км; его по морю Бофорта совершила медведица, плывшая от Аляски на север к паковым льдам для охоты на тюленей. За время своего девятидневного заплыва медведица потеряла своего годовалого детёныша и похудела на 20 %. За перемещением животного следили с помощью прикреплённого к нему GPS-маячка. На суше белый медведь, как правило, передвигается медленным шагом, низко опустив голову, раскачивая ей из стороны в сторону. При преследовании может очень быстро бегать, однако столь же быстро он устаёт.
Вокализация типична для медвежьих — чаще всего белый медведь издаёт рёв и рычание.

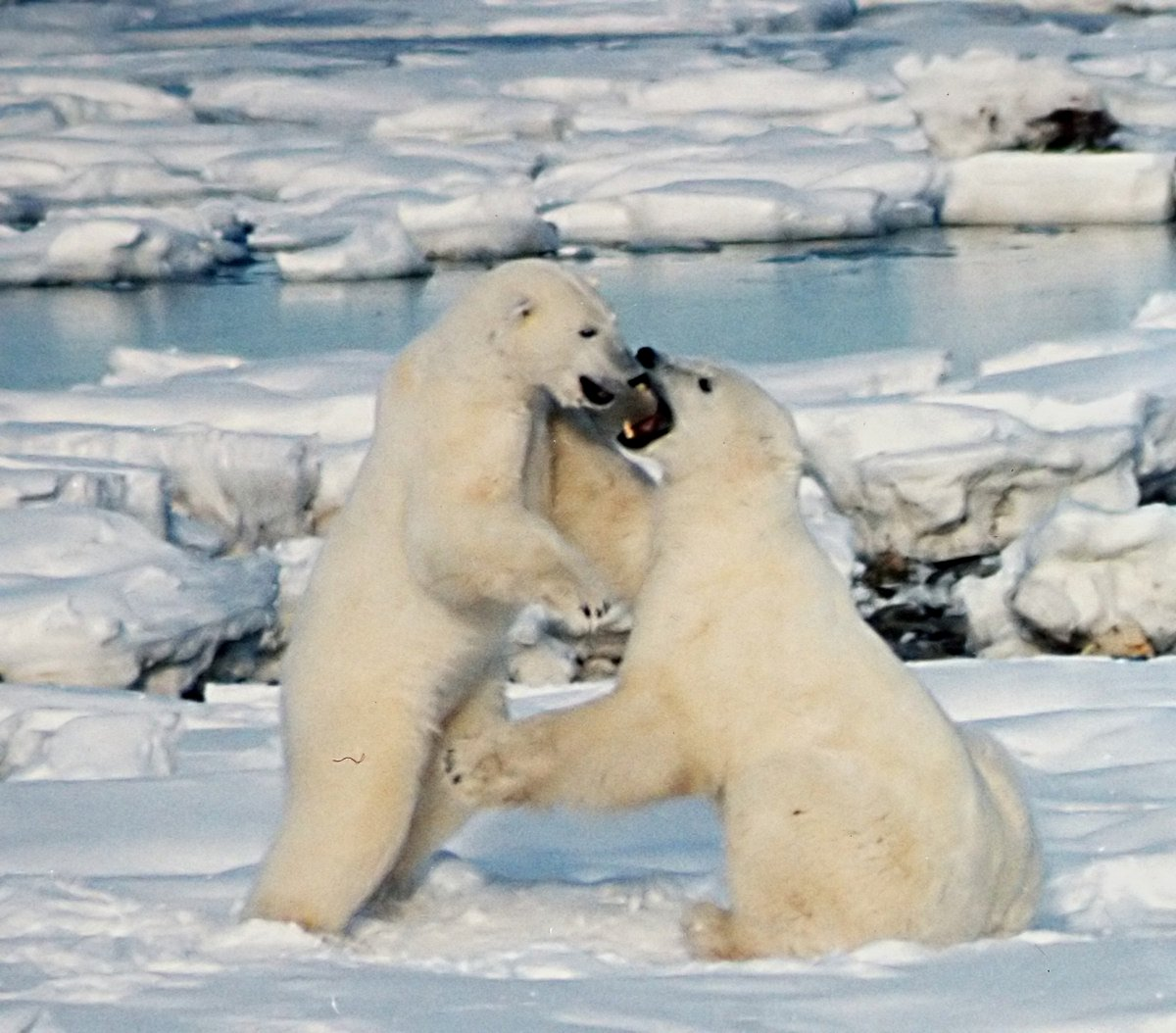
Белые медведи на берегу Гудзонова залива
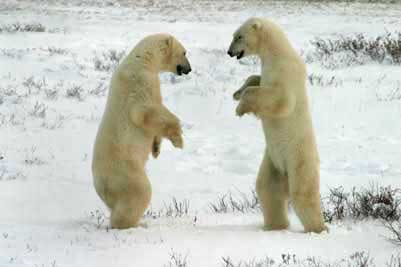
Схватка белых медведей (Канада)
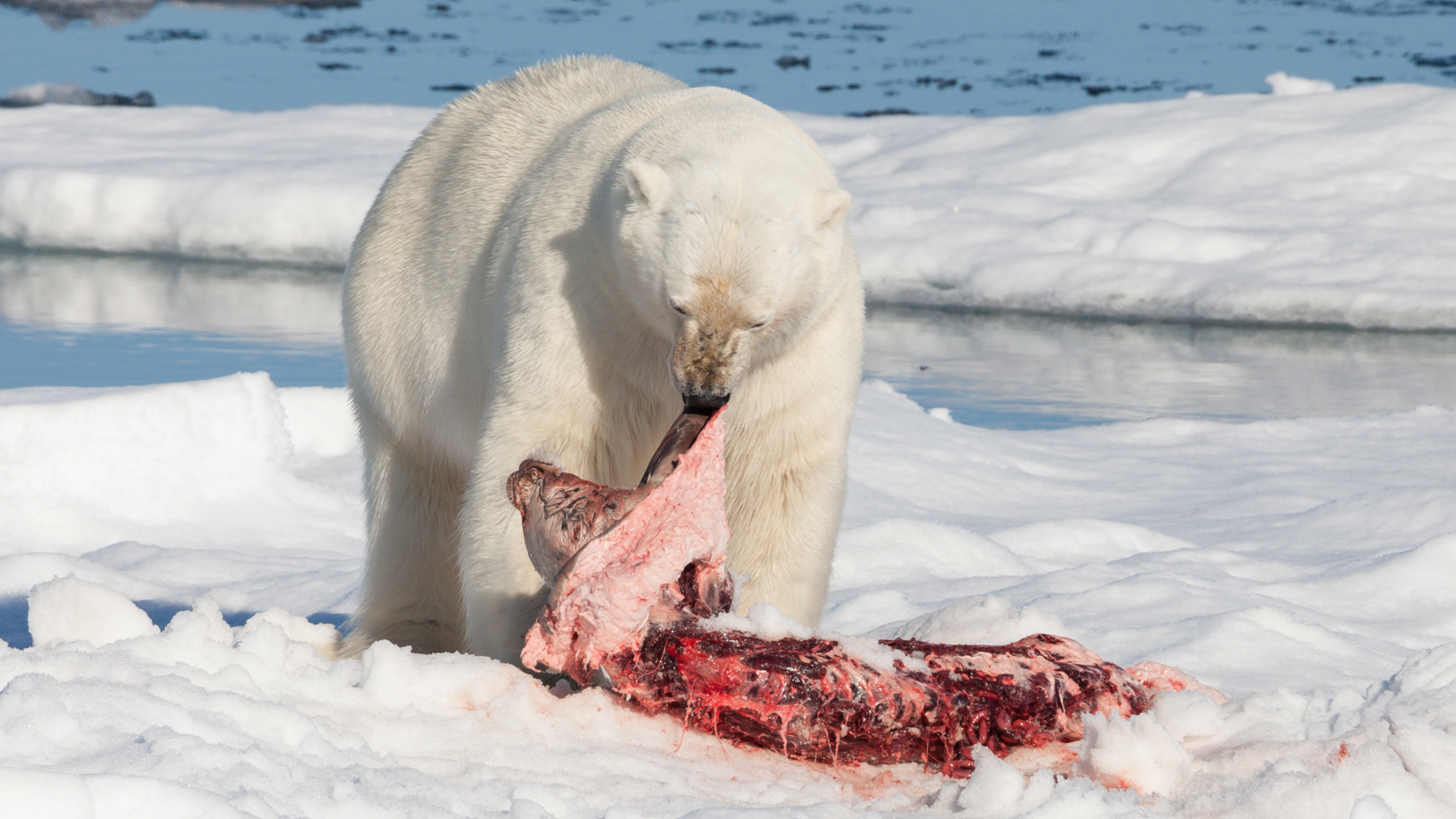
Белый медведь ест морского зайца (Шпицберген, Норвегия)
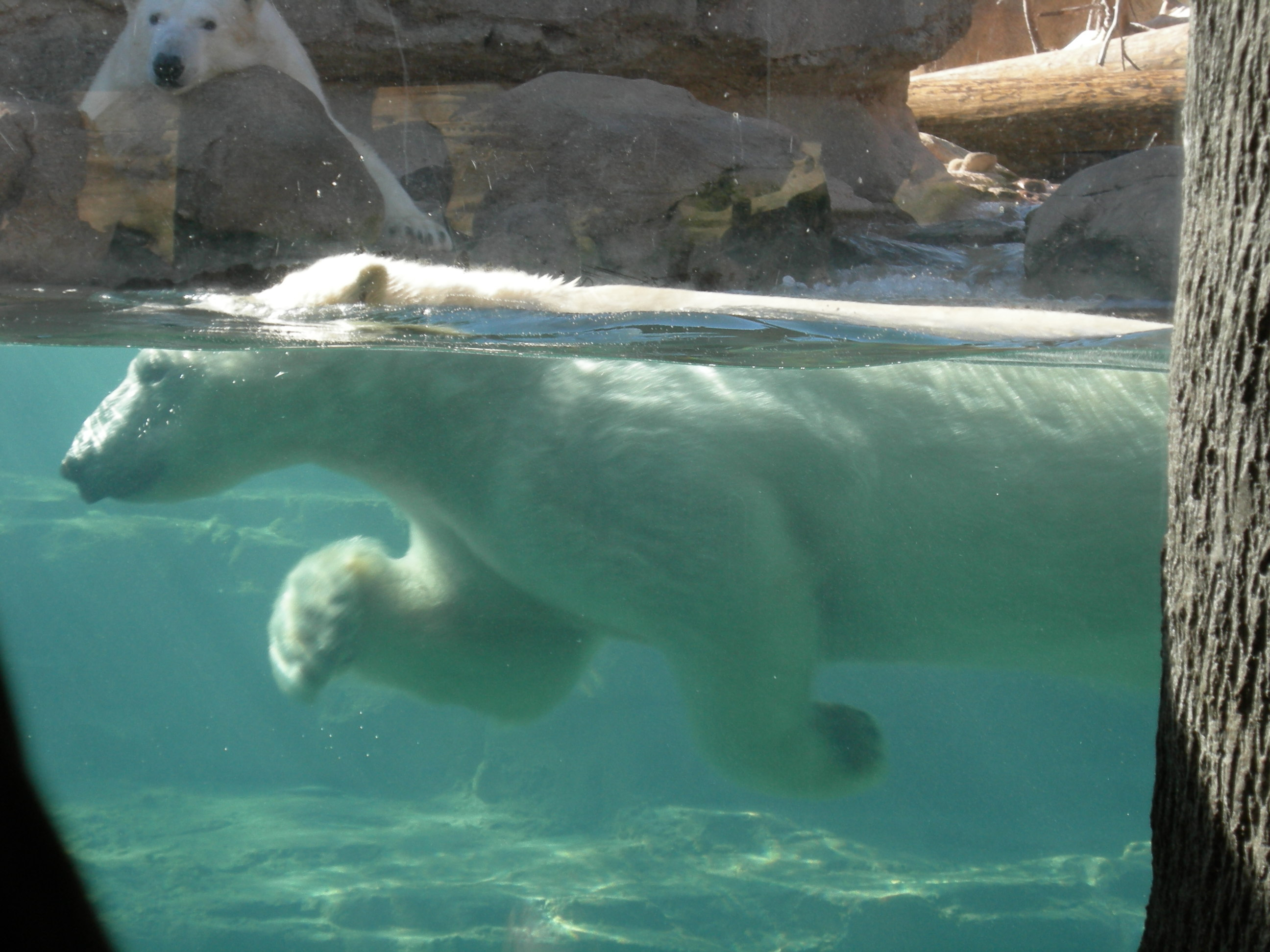
Белые медведи в зоопарке: плывущий белый медведь и «зритель»
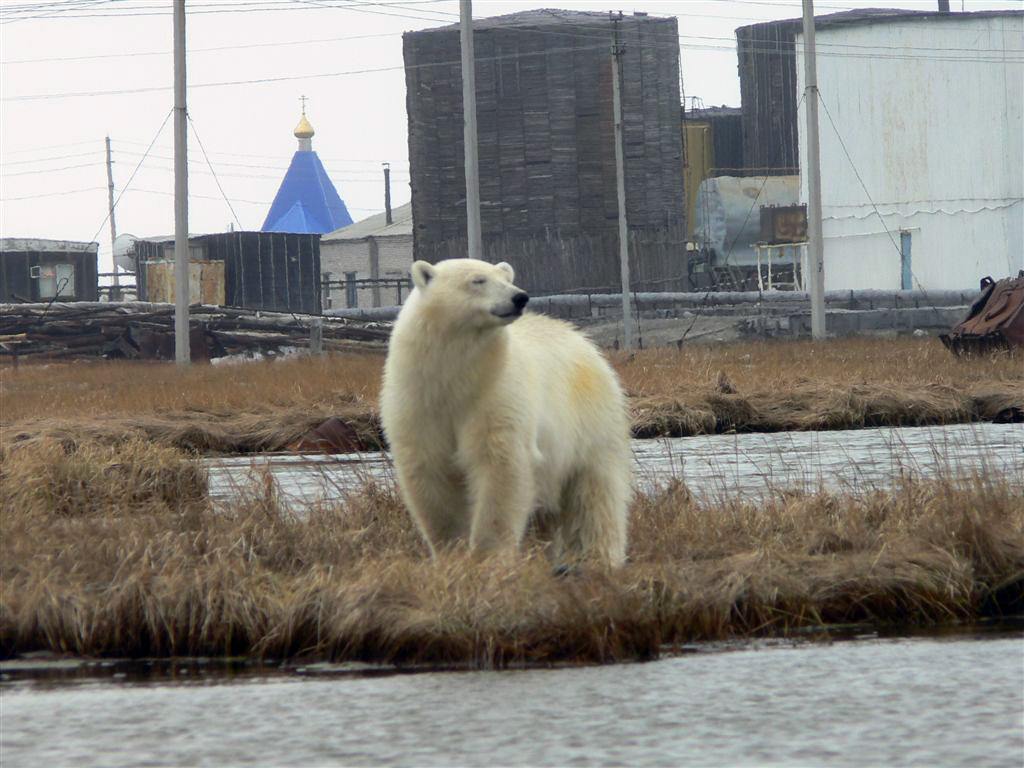
Белый медведь в районе посёлка Варандей
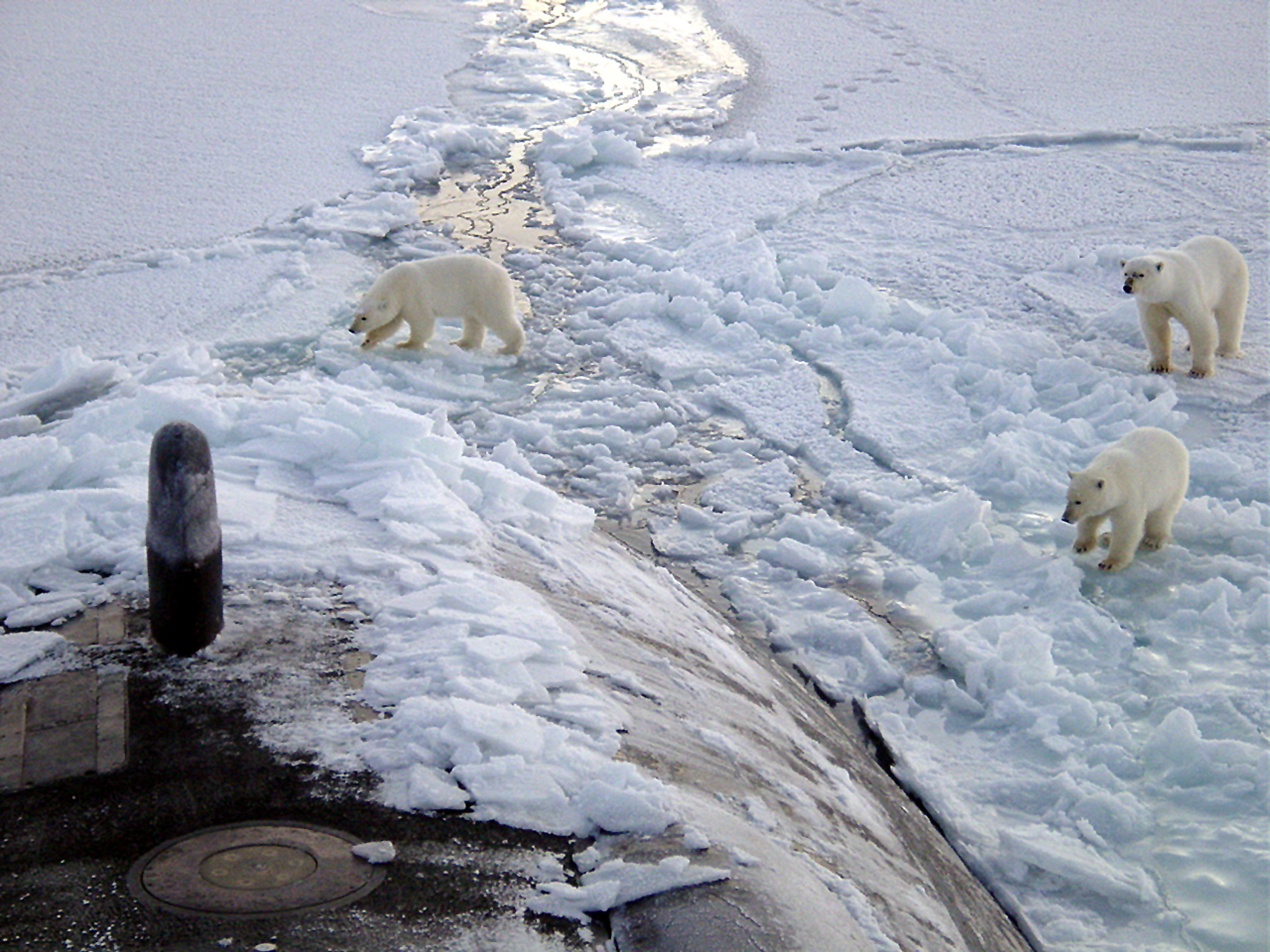
Белые медведи возле атомной подводной лодки USS Honolulu (SSN-718)

## Социальная структура и размножение

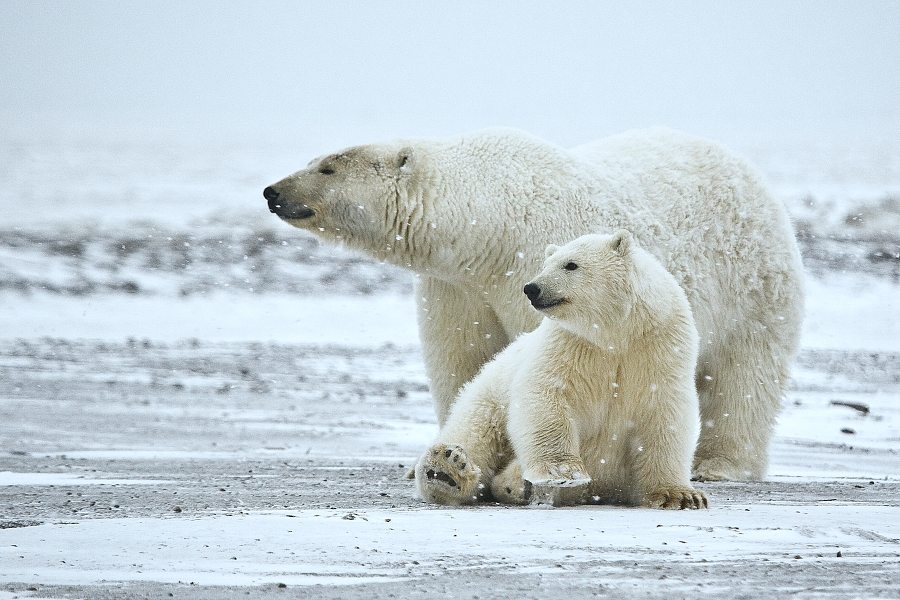
Медведица с детёнышем

Одиночные животные. Нередко в непосредственной близости друг от друга могут находится два-четыре медведя. Как правило, миролюбивы по отношению друг к другу, но между самцами в брачный период случаются стычки. Взрослые самцы могут нападать на медвежат.
Гон продолжается с марта по июнь (в неволе — в марте-апреле), в целом охватывая существенный период весной-летом. За самкой в течке обычно следуют 3—4 самца. В октябре самки в береговых снежных наносах роют берлогу. У медведиц есть излюбленные места, куда они массово собираются для ще́нки, например остров Врангеля или Земля Франца-Иосифа, где ежегодно насчитывается по 150—200 берлог.
Медведицы занимают берлоги лишь в середине ноября, когда заканчивается латентная стадия беременности. Весь период беременности составляет 230—250 дней (8 месяцев); медвежата появляются в середине или конце арктической зимы: в январе-апреле. Самка при этом до апреля остаётся в спячке. В неволе, в зоопарках, медвежата рождаются в ноябре-декабре. Роды у белых медведиц проходят раз в два года, но в случае гибели потомства они готовы к спариванию ежегодно.
У белых медведей низкий потенциал размножения: самка впервые приносит потомство в возрасте 4—8 лет, рожает один раз в 2—3 года и имеет в помёте 1—3 медвежат, таким образом, в течение жизни принося не более 10—15 детёнышей. Молодые белые медведицы рождают одного медвежонка, более старые — двух и изредка более: трёх-четырёх. Новорождённые беспомощны, как у всех медведей, и имеют массу от 450 до 750 г (на третий день вес медвежат — 650—840 г, длина тела с хвостом — 30-35 см). Они слепые, с закрытым слуховым проходом и слаборазвитым волосяным покровом Через месяц медвежата прозревают, чуть раньше открывается слуховой проход. В возрасте 1,5-2 месяцев прорезаются первые зубы — сначала резцы и клыки, а затем коренные. На 45 день медвежата начинают обследовать берлогу и вскоре осмеливаются выползать наружу.. Через 3 месяца (как правило, к концу апреля, иногда — к середине-концу мая) самка вместе с ними покидает берлогу и переходит к бродячему образу жизни. Медвежата остаются при ней до 1,5 лет, всё это время медведица кормит их молоком, хотя уже вскоре после выхода из берлоги медвежата начинают питаться мясом. В возрасте 5,5 месяцев молочные зубы начинают меняться на постоянные, смена завершается к 10-11 месяцам жизни. Смертность среди медвежат достигает 10—30 %.
Первое время медвежата растут довольно быстро (на воле к 6 месяцу жизни медвежата достигают размера 110 см), но в дальнейшем темп роста замедляется, а во время спячки и вовсе прекращается. Всего детёныши держатся с матерью около 2 сезонов. Половая зрелость у белых медведей наступает в 3-4 года, в неволе — в 5 лет.
Продолжительность жизни — максимум 25—30 лет; в неволе рекорд долгожительства — 42 года. Белые медведи способны скрещиваться с бурыми и давать фертильные (способные производить потомство) гибриды — полярные гризли.

## Хозяйственное значение
Экономическое значение белого медведя невелико. Однако коренные народы Крайнего Севера традиционно добывают белого медведя ради шкуры и мяса. Сухожилия белого медведя традиционно использовались в качестве нитей, а жир применялся для отопления и освещения жилищ. Охота производится с подхода, реже — из засады или прямо в берлоге. Исторически традиционным оружием для охоты на белого медведя были лук, ножи и гарпуны. В XX—XXI веке в качестве оружия используется ружьё. В России охота на него полностью запрещена с 1956 года, в других странах (США, Канада и Гренландия) ограничена. Например, квоты на добычу белого медведя на всей канадской территории Нунавут были следующие: 2000—2001 годы — 395, 2001—2002 годы — 408, 2002—2003 годы — 392, 2003—2004 годы — 398, 2004—2005 годы — 507 особей.
Мясо белого медведя съедобно, более того, обладает хорошим вкусом, однако печень и почки токсичны и их употребление в пищу людьми ввиду повышенного содержания витамина А в этих органах вызывает гипервитаминоз, среди симптомов которого расстройство желудка, рвота, ломота в теле, головокружение. Причины отравления печенью белого медведя долгое время не были известны европейским путешественникам и исследователям (в отличие от арктических народов), что во времена географических открытий в Арктике могло приводить исследователей-полярников к печальным последствиям. Лишь в 1951 г. советским биологом П. Перфильевым[кем?] была окончательно установлена причина отравления печенью белого медведя. Возвращаясь к мясу, народы Крайнего Севера не только сами едят медвежатину, но и дают в корм собакам.

## Статус популяции и охрана

Нападение белого медведя (давшего название острову Медвежий) на третью экспедицию Виллема Баренца (1594 г.), гравюра 1598 г.

Белый медведь занесен в Международную Красную книгу и в Красную Книгу России. Медленное размножение и большая смертность молодняка делают этого зверя легко уязвимым.
В 1997 году численность белых медведей в мире оценивалась в 22-27 тысяч особей, 2009 году — в 20-25 тысяч особей. В 2014 году численность белых медведей оценивалась в 20-25 тысяч особей, в 2016 — в 22-31 тысячу.
Из 19 разных популяций белых медведей, по состоянию на 2019 год: две популяции увеличиваются в численности, пять сохраняют примерно постоянный размер, четыре уменьшаются, для оценки состояния ещё восьми недостаточно данных.

### В России
В СССР в 1950-е годы охота на белых медведей проводилась лишь в качестве исключительной меры и в заранее оговорённым правилами случаях. С 1957 года Постановлением Совета министров РСФСР введён запрет на добычу белых медведей. На острове Врангеля в 1960 году был создан заказник, реорганизованный в 1976 году в государственный заповедник «Остров Врангеля».
В 2008 году, при поддержке Правительства России, начались работы по нескольким программам, связанным с изучением редких и особо важных животных России, в том числе программа «Белый медведь». С 2010 года данный проект поддерживает Русское географическое общество.
На территории России насчитывается 5—7 тысяч белых медведей, причём ежегодный браконьерский отстрел составляет от 150 до 200 особей. В связи с уменьшением численности населения Диксона истребление белого медведя незначительно сокращается.
В 2013 году численность популяции белых медведей в России оценивалась в 5—6 тысяч особей. После 2018 года планировалось провести сплошной учёт белых медведей в России.

## Нападения на людей
В отличие от бурого медведя, белый значительно реже нападает на человека, даже раненое животное предпочитает ретироваться в сторону моря. Однако с другой стороны, белые медведи изредка нападают на людей и не будучи ранеными. Случаи нападений белых медведей на людей издавна известны из записок и отчётов полярных путешественников. Так, участники полярной экспедиции голландского мореплавателя Виллема Баренца во время зимовки на Новой Земле в ноябре 1596-мае 1597 года неоднократно вынуждены были отбиваться от нападавших на них белых медведей из мушкетов.
Передвигаться в местах, где есть риск появления медведя, необходимо с осторожностью. В населённых пунктах в таких местах должно быть как можно меньше свалок для мусора и легко доступных пищевых отбросов, которые привлекают медведей.
В Черчилле в канадской провинции Манитоба, рядом с которым обитает много белых медведей, существует специальная тюрьма для временного содержания медведей, приближающихся к городу и представляющих опасность для его жителей.

## В культуре

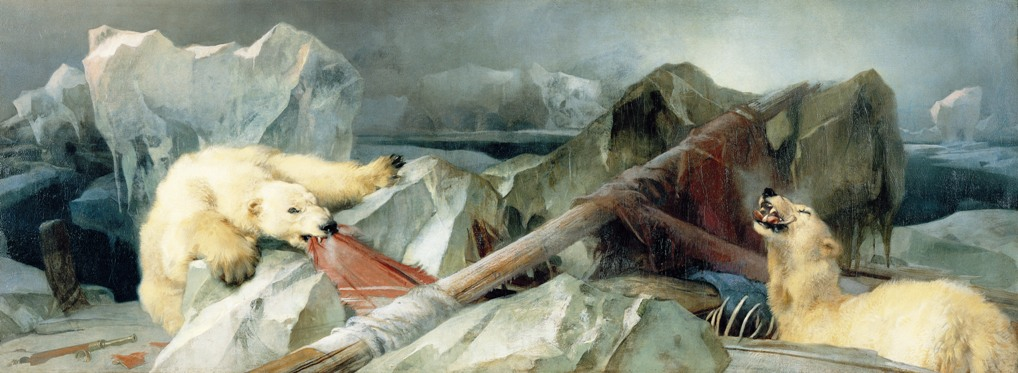
«Человек предполагает, а Бог располагает», 1864. Художник Эдвин Ландсир. Картина посвящена экспедиции Франклина

Будучи крупным и сильным хищником, порой опасный для человека, белый медведь издавна стал уважаемым персонажем фольклора у коренных народов Севера. В произведениях прикладного искусства чукчей — художественной резьбе по кости и моржовому клыку — одним из излюбленных сюжетов является единоборство богатыря-охотника с умкой.
В мифах и преданиях эскимосов белый медведь нанук также является воплощением грозных сил природы, в противоборстве с которыми происходит взросление мужчины-охотника, происходит его инициация. Это представление эскимосов о белом медведе нашло своё отражение в рассказе американского писателя Джека Лондона «Сказание о Кише».
Ежегодно 27 февраля отмечается Международный день белого медведя (англ. International Polar Bear Day).

### В дизайне
Изображение белого медведя входит в графическое решение ряда торговых марок:
- Серия шоколада и конфеты «Мишка на Севере», выпускаемые кондитерской фабрикой имени Н. К. Крупской.
- Коробки и торговые помещения Санкт-Петербургского кондитерского производства «Север».
- В Швейцарии выходил русско-французский журнал «Белый медведь (фр. L'Ours blanc)».
- С 1961 года белый медведь является маскотом рома, производимого в австралийском городе Бандаберг[46].

«Умка» по-чукотски означает медведь, или, точнее, «взрослый белый медведь-самец»

### Кинематограф, анимация
- Умка — персонаж советских и российских мультфильмов «Умка», «Умка ищет друга», «Умка на ёлке» и одноимённого российского мультсериала 2022 года.
  - Элька — белый медвежонок, персонаж мультфильмов «Элька и Звёздный почтальон» и «Элька», внук Умки (который также появляется в качестве второстепенного персонажа). Кроме обозначенных мультфильмов, Элька появился также в не связанном с ними мультсериале «Волшебные холмы: Приключения Эльки и его друзей» 2005—2006 гг.
- Белая Тучка — белый медвежонок, персонаж российского мультсериала «Ми-ми-мишки». Родом с Северного полюса; мудрый, рассудительный, любит природу и заботится о её сохранении.
- Белый медведь является главным героем британского мультфильма 1998 года «Медведь» по одноимённой детской книге Рэймонда Бриггса.
- «Бернард» — южнокорейский мультсериал про одноимённого белого медведя.
- Белый (англ. Ice bear) — один из главных персонажей мультсериала Вся правда о медведях.

### Маскоты
- Белый медведь Мишка — один из трёх маскотов зимних Олимпийских игр в Сочи в 2014 году[47].
- Белый медведь является талисманом челябинского ХК «Трактор», кроме того, изображение белого медведя присутствует на логотипе клуба.

### Нумизматика
- Взрослый белый медведь на плавучей льдине изображён на реверсе канадской монеты достоинством в 2 доллара[англ.] (монета находится в обращении с 19 февраля 1996 года по настоящее время).
- Изображение взрослого белого медведя на плавучей льдине присутствовало на одном из проектов реверса памятной монеты достоинством в четверть доллара США, посвящённой штату Аляска[48]. Однако победил проект с изображением занятого рыбной ловлей гризли (монета находится в обращении с 23 августа 2008 года по настоящее время).
- Изображение белого медведя и медвежонка присутствует на монетах достоинством в 5 евро (медная[49] и серебряная монета[50]). Монеты в 2014 году выпустил монетный двор Австрии.

### В геральдике
Белый медведь является естественной геральдической фигурой, встречающейся в геральдике стран, примыкающих к Заполярью, включая Россию. В частности, белый медведь изображён на гербе Гренландии.

### В филателии
Впервые белый медведь на почтовой марке СССР был изображён в 1935 году. Почтовая марка была из серии Авиапочта. «Спасение челюскинцев». Покинутый лагерь.

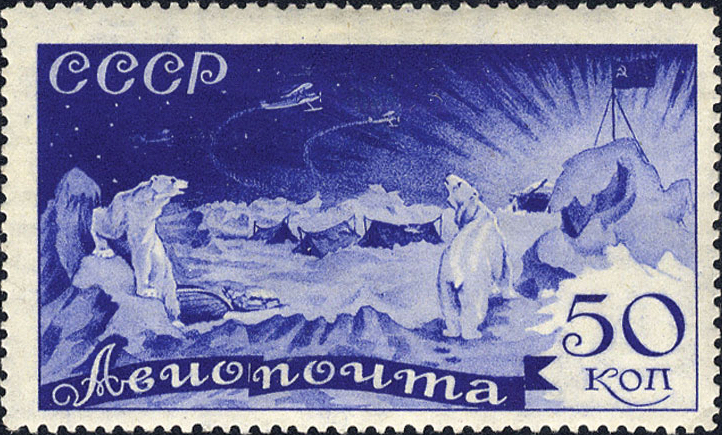
Авиапочта. Серия «Спасение челюскинцев»:
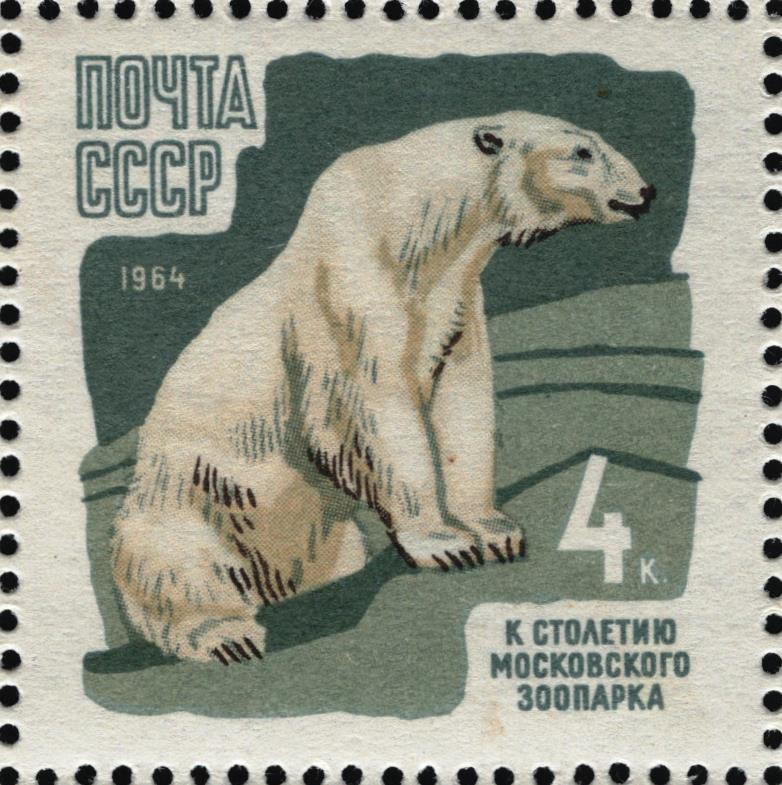
Белый медведь. Миниатюра почты СССР 1964 года
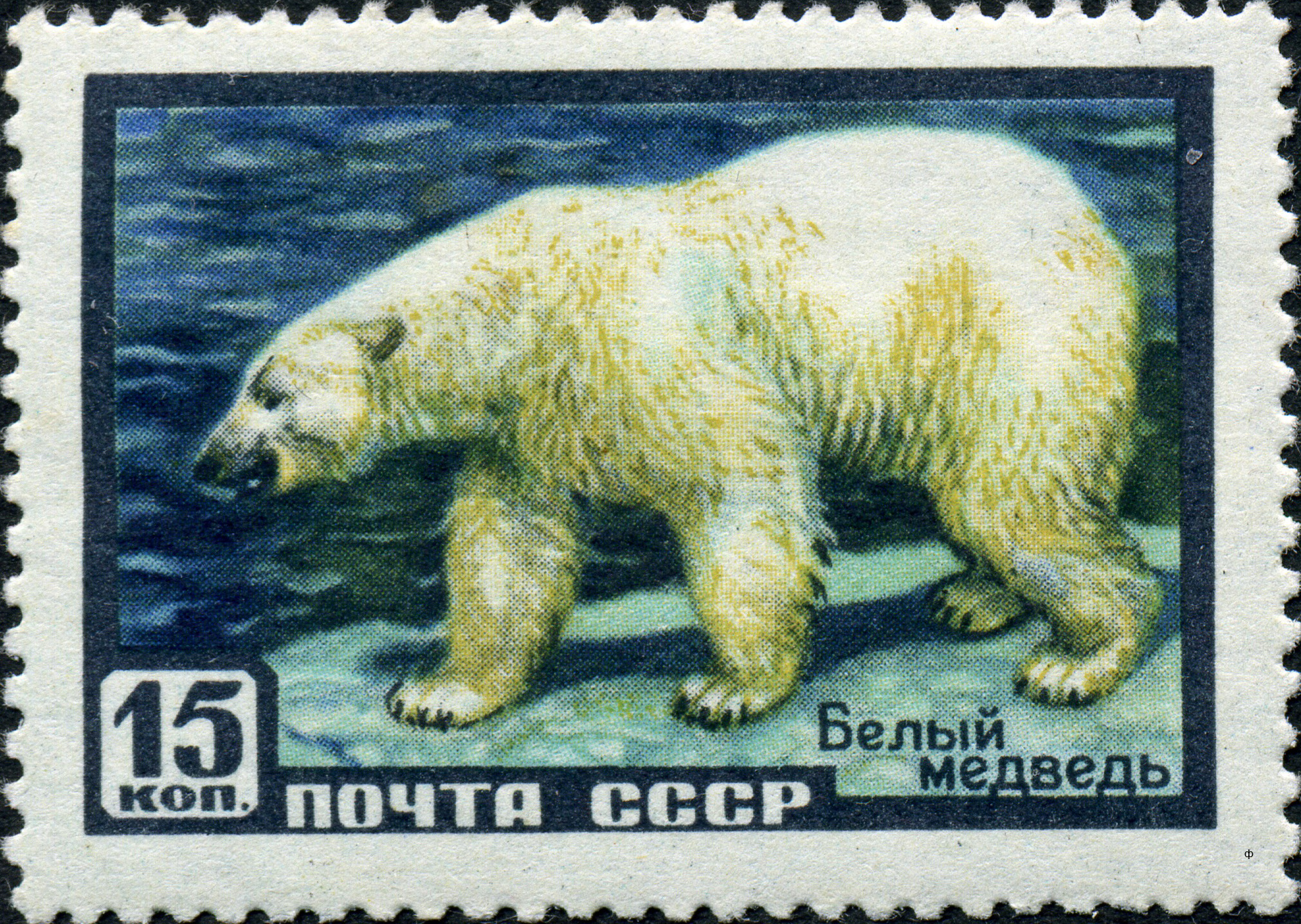
Белый медведь на почтовой марке СССР
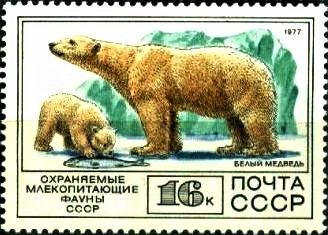
Белый медведь на почтовой марке СССР, 1977 год

## Известные белые медведи
- Кнут — медвежонок, родившийся в Берлинском зоопарке, ставший причиной зарождения по всему миру феномена «Кнутмании».
- Баська — медвежонок-девочка, приобретённая в 1918 г. в Архангельске и ставшая живым талисманом мурманского отряда польских интервентов во время Гражданской войны в России.